# Urbàlia Rurana
Urbàlia Rurana és un grup de música popular valenciana i mediterrània fundat en 1989 per membres del desaparegut grup Cànem (Cave canem, 1987).
La seua música s'ha caracteritzat per la reelaboració de cants i danses tradicionals per al seu repertori de concert i la recuperació del ball folk en les seues actuacions festives. Des dels seus inicis ha estat vinculat al festival Tradicionàrius, que ha servit de plataforma promocional dels grups de música folk del País Valencià, Catalunya i Balears. Més enllà d'aquests territoris, Urbàlia Rurana ha tingut repercussió en la resta d'Espanya i a l'exterior, especialment al nord d'Itàlia, on tenen editat un treball discogràfic en companyia del músic piemontés Maurizio Martinotti (La Ciapa Rusa, Tendachënt).
Els seus membres han destacat com a impulsors de trobades de música tradicional com Música al Castell de Dénia, Cant al Ras (Massalfassar) o Xàbia Folk, i com a col·laboradors de la revista Caramella, dedicada a la cultura musical popular.

## Discografia
- A la banda de migjorn (1992)[5]
- Rom i café (1994)[6]
- Folk nou (1997)[4]
- Sarau mediterrani (1999)[7]
- Territoris amables (2002)[4]
- De tornada a les ribes (2017)[8]
- Pastorets i pastoretes (2019)

## Components
El grup està integrat en l'actualitat per Jaume Gosàlbez (dolçaina, saxo soprano, flauta, tarota i veu), Bernat Pellisser (percussió), Carles Gil (mandolina, acordió i veu), Toni Torregrossa (veu, guitarra i guitarró) i Joan Buigues (tuba).